# Las tontas no van al cielo
Las tontas no van al cielo est une telenovela mexicaine diffusée en 2008 sur Canal de las Estrellas.

## Synopsis
"Candy" est pleine de rêves d'avenir, mariée à  Patricio qu'elle avait  rencontré à quinze ans. Découvrant qu'il la trompe avec sa sœur Alicia, elle s'enfuit à Guadalajara chez son oncle, Manuel et le convainc de faire croire à sa mort pour commencer une nouvelle vie. C'est son fils nouveau-né qui lui redonne une raison de vivre. Elle l'appelle "Salvador" (sauveur).
Santiago, lui, est un chirurgien esthétique que sa femme, ne voulant pas renoncer à sa carrière, a abandonné. Il multiplie les conquêtes féminines.
Ils ne s'aimeront pas à la première rencontre. Et puis jalousies et rivalités vont créer aussi beaucoup d'obstacles à leur bonheur.

## Distribution
- Jaime Camil - Santiago López Carmona
- Jacqueline Bracamontes - Cándida "Candy" Morales Alcalde
- Valentino Lanús - Patricio Molina Lizárraga
- Sabine Moussier - Marissa
- Julio Alemán - Arturo Molina
- Manuel 'Flaco' Ibañez - Manuel 'Meño' Morales
- Mauricio Herrera - Jaime
- Ana Bertha Espin - Gregoria Alcalde de Morales
- Silvia Mariscal - Isabel Carmona viuda de López
- Rosángela Balbó - Margarita Lizárraga de Molina
- Fabiola Campomanes - Alicia Morales Alcalde
- Alejandro Ibarra - Eduardo
- Andrea Torre - Soledad
- Jackie Garcia - Chayo
- Carlos de la Mota - Raúl
- Luis Manuel Ávila - Zamora
- Reynaldo Rossaldo - Toño
- Karla Álvarez - Paulina de López-Carmona
- Julio Vega - Donato
- Raquel Garza - Hortensia
- Lili Brillanti - Tina
- Gaby Platas - Bárbara
- Ginny Hoffman - Cecilia
- Erik Guecha - Carlo
- Christina Pastor - Lulu
- Violeta Isfel - Lucia
- Eleazar Gómez - Charly
- Robin Vega - Chava
- Diego Ramirez - Beto
- Mariana Lodoza - Rocio
- Ivette Cordovez - Paty

## Diffusion internationale
- Canal de las Estrellas : Lundi au Vendredi aux 20h15 / TLNovelas (rediffusée)
- ABS-CBN ABS-CBN (chaîne de télévision) : Las tontas du 21 juillet 2008 du 19 décembre 2008 et rediffusé sur Studio 23 du 5 janvier 2009
- Antena 3 / Nova
- Story 4
- Acasa TV
- Univision / Telefutura
- Gama TV
- Canal 10
- Telemicro
- Telecorporación Salvadoreña
- América Televisión
- RCN Televisión
- Venevisión
- Repretel
- Telefuturo
- POP TV
- TV3 (Lituanie)
- Canal 2 (El Salvador)
- SBT
- TV Avala
- Canal 9
- TV4
- Telemetro / Telemix Internacional
- TV3
- Mega (2008-2009) / La Red (2013)
- Vizion Plus

### Sources
- (en) Cet article est partiellement ou en totalité issu de l’article de Wikipédia en anglais intitulé « Las Tontas No Van al Cielo » (voir la liste des auteurs).

- (es) Cet article est partiellement ou en totalité issu de l’article de Wikipédia en espagnol intitulé « Las tontas no van al cielo » (voir la liste des auteurs).